# Бразил на Летњим олимпијским играма 2016.
Бразил је био земља домаћим Летњих олимпијских игара 2016. које су одржане у Рио де Жанеиру од 5. до 21. августа 2016. године. Четристо шездесет пет бразилских спортиста учествовало је на овим играма у свим спортовима. Освојено је деветнаест медаља, седам златних и по шест сребрих и бронзаних. Фудбалска репрезентација Бразила освојила је прву титулу олимпијског победника.

## Освајачи медаља

### Злато
- Рафаела Силва — Џудо, до 57 кг
- Тијаго Браз да Силва — Атлетика, скок мотком
- Робсон Консејсан — Бокс, лака категорија
- Мартине Граел, Каена Кунсе — Једрење, 49ерФХ
- Алисон Серути, Бруно Оскар Шмит — Одбојка на песку, мушки турнир
- Вевертон, Зека, Родриго Кајо, Маркињос, Ренато Аугусто, Дуглас дос Сантос, Луан Виејра, Рафиња, Габриел Барбоса, Нејмар, Габриел Жезус, Валас, Вилијам де Асеведо Фуртадо, Луан Гарсија, Родриго Доурадо, Тиаго Маја, Фелипе Андерсон, Уилсон — Фудбал, мушка репрезентација
- Бруно Резенде, Едер Карбонера, Волес де Соуза, Вилијам Аржона, Сержио Сантос, Луиз Фелипе Фонтелес, Маурисио Соуза, Дуглас Соуза, Лукас Саткамп, Евандро Гуера, Рикардо Лукарели Соуза, Маурисио Боржес Силва — Одбојка, мушка репрезентација

### Сребро
- Фелипе Алмеида Ву — Стрељаштво, 10 м ваздушни пиштољ
- Диего Иполиту — Гимнастика, партер
- Артур Занети — Гимнастика, кругови
- Изакиас Кејрос — Кајак и кану, Ц-1 1000 м
- Агата Беднарчук, Барбара Сејшас — Одбојка на песку, женски турнир
- Изакиас Кејрос, Ерлон Силва — Кајак и кану, Ц-2 1000 м

### Бронза
- Мајра Агијар — Џудо, до 78 кг
- Рафаел Силва — Џудо, преко 100 кг
- Артур Мариано — Гимнастика, партер
- Полијана Окимото — Пливање, 10 км маратон
- Изакиас Кејрос — Кајак и кану, Ц-1 200 м
- Мајкон Андраде — Теквондо, преко 80 кг

## Учесници по спортовима
| Спорт            | Мушкарци | Жене | Укупно |
| ---------------- | -------- | ---- | ------ |
| Атлетика         | 36       | 31   | 67     |
| Бадминтон        | 1        | 1    | 2      |
| Бициклизам       | 6        | 4    | 10     |
| Бокс             | 7        | 2    | 9      |
| Ватерполо        | 13       | 13   | 26     |
| Веслање          | 2        | 2    | 4      |
| Гимнастика       | 6        | 11   | 17     |
| Голф             | 1        | 2    | 3      |
| Дизање тегова    | 3        | 2    | 5      |
| Једрење          | 8        | 7    | 15     |
| Кајак и кану     | 11       | 2    | 13     |
| Коњички спорт    | 10       | 2    | 12     |
| Кошарка          | 12       | 12   | 24     |
| Мачевање         | 7        | 6    | 13     |
| Модерни петобој  | 1        | 1    | 2      |
| Одбојка          | 12       | 12   | 24     |
| Одбојка на песку | 4        | 4    | 8      |
| Пливање          | 23       | 13   | 36     |
| Рагби седам      | 12       | 12   | 24     |
| Рвање            | 1        | 4    | 5      |
| Рукомет          | 14       | 14   | 28     |
| Синхроно пливање | -        | 9    | 9      |
| Скокови у воду   | 5        | 4    | 9      |
| Стони тенис      | 3        | 3    | 6      |
| Стреличарство    | 3        | 3    | 6      |
| Стрељаштво       | 6        | 3    | 9      |
| Теквондо         | 2        | 2    | 4      |
| Тенис            | 5        | 2    | 7      |
| Триатлон         | 1        | 1    | 2      |
| Фудбал           | 18       | 18   | 36     |
| Хокеј на трави   | 16       | 0    | 16     |
| Џудо             | 7        | 7    | 14     |
| 32 спорта        | 256      | 209  | 465    |